# Овсянна Людмила Степанівна
Людмила Степанівна Овсянна (24 серпня 1948, м. Тернопіль, нині Україна — 12 грудня 2003, м. Тернопіль, Україна) — українська журналістка. Членкиня Національної спілки журналістів України (1980). Журналіст року «Вільного життя» (2003). Дружина Данила Теличина.

## Життєпис
Людмила Овсянна народилася 24 серпня 1948 року у місті Тернополі.
Закінчила факультет журналістики Львівського університету (1973, нині національний університет). Працювала кореспонденткою, завідувачкою відділу, відповідальною секретаркою Тернопільської обласної молодіжної газети «Ровесник» (1966—1989), редакторкою газети «Профспілкове життя» (1990—1992), оглядачкою газети «Вільне життя» (1992—2003).
Коло журналістських зацікавлень — культура, мистецтво, студентське та учнівське життя (понад 300 газетних публікацій). У «Вільному житті» протягом багатьох років вела жіночу сторінку «Калина», рубрики «Дім. Сад. Город» і «Кухня пана Юзека». Авторка понад 100 новел із життя, що увійшли до книги «Жіночі історії» (2004). Того ж року «Вільне життя» запровадило конкурс пам’яті Людмили Овсянної з такою ж назвою.
Померла 12 грудня 2003 року у місті Тернополі.